# Hańba w Gijón
Hańba w Gijón (niem. Schande von Gijón), także Pakt o nieagresji w Gijón (niem. Nichtangriffspakt von Gijón) – potoczne określenia meczu pierwszej rundy mistrzostw świata w piłce nożnej 1982 w Hiszpanii, pomiędzy reprezentacją RFN i reprezentacją Austrii, który odbył się 25 czerwca 1982 na stadionie El Molinón w Gijón.

## Tło i przebieg meczu
24 czerwca 1982 Algieria w swoim ostatnim meczu fazy grupowej zwyciężyła 3:2 z Chile. Wcześniej Algierczycy pokonali Niemcy Zachodnie 2:1 oraz przegrali 2:0 z Austrią. Oznaczało to, że decydujący o kolejności drużyn w grupie będzie mecz w Gijón pomiędzy RFN i Austrią, rozgrywany dzień później.
Tabela grupy B przed spotkaniem RFN – Austria (zwycięstwo = 2 pkt, remis = 1 pkt):
| Zespół   | M | W | R | P | Br+ | Br− | +/− | Pkt |
| -------- | - | - | - | - | --- | --- | --- | --- |
| Austria  | 2 | 2 | 0 | 0 | 3   | 0   | +3  | 4   |
| Algieria | 3 | 2 | 0 | 1 | 5   | 5   | 0   | 4   |
| RFN      | 2 | 1 | 0 | 1 | 5   | 3   | +2  | 2   |
| Chile    | 3 | 0 | 0 | 3 | 3   | 8   | -5  | 0   |

W przypadku zwycięstwa Austrii bądź remisu, kolejność w grupie pozostałaby bez zmian.
W sytuacji w której wygrałaby drużyna RFN, o awansie decydowałaby różnica bramek ze wszystkich meczów w grupie, gdyż trzy drużyny miałyby tyle samo punktów. Przy zwycięstwie jedną lub dwiema bramkami, awans uzyskałyby RFN i Austria, zaś przy wygranej trzema lub większą liczbą goli – RFN i Algieria.
Mała tabela pomiędzy Austrią, Algierią i Niemcami Zachodnimi przed spotkaniem RFN – Austria:
| Zespół   | M | W | R | P | Br+ | Br− | +/− | Pkt |
| -------- | - | - | - | - | --- | --- | --- | --- |
| Austria  | 1 | 1 | 0 | 0 | 2   | 0   | +2  | 2   |
| Algieria | 2 | 1 | 0 | 1 | 2   | 3   | -1  | 2   |
| RFN      | 1 | 0 | 0 | 1 | 1   | 2   | -1  | 0   |

W 10. minucie jedynego gola w meczu zdobył reprezentant Niemiec Horst Hrubesch. Wynik ten eliminował Algierię z dalszej gry w turnieju (Chile straciło szansę na awans już wcześniej).
Tabela końcowa:
| Zespół   | M | W | R | P | Br+ | Br− | +/− | Pkt |
| -------- | - | - | - | - | --- | --- | --- | --- |
| RFN      | 3 | 2 | 0 | 1 | 6   | 3   | +3  | 4   |
| Austria  | 3 | 2 | 0 | 1 | 3   | 1   | +2  | 4   |
| Algieria | 3 | 2 | 0 | 1 | 5   | 5   | 0   | 4   |
| Chile    | 3 | 0 | 0 | 3 | 3   | 8   | -5  | 0   |

## Kontrowersje
Część ekspertów krytycznie oceniała bardzo defensywną postawę obu zespołów, sugerując przy tym, że zespoły nie dążyły do zmiany korzystnego dla nich wyniku. Podobne zdanie wyrażali po spotkaniu niektórzy kibice hiszpańscy, krzycząc w kierunku schodzących drużyn „Fuera! Fuera!” (hisz. „Wynocha! Wynocha!”).
Austriacki komentator Robert Seeger w ramach protestu nie mówił nic przez ostatnie pół godziny meczu, natomiast komentujący ten mecz dla niemieckiej stacji ARD Eberhard Stanjek powiedział:

To, co tutaj się dzieje, to hańba, która nie ma nic wspólnego z piłką nożną. Możecie mówić, co chcecie, ale nic nie usprawiedliwia tego zachowania.

Algieria złożyła po meczu protest, ale z braku dowodów został on odrzucony. Jednakowoż już od kolejnego mundialu w Meksyku wprowadzono zasadę, że ostatnie mecze grupowe muszą być rozgrywane w tym samym czasie.

## Raport i składy
| 25 czerwca 1982 17:15 UTC+2 | RFN · Hrubesch 10' | 1:0(1:0)Raport | Austria                                  | El Molinón, Gijón Widzów: 41 000 Sędzia: Bob Valentine (Szkocja) |
|                             |                    |                | kartki: · Hintermaier 32', Schachner 32' |                                                                  |

| RFN | Austria |

|              |    |                       |     |
|              |    |                       |     |
| GK           | 1  | Harald Schumacher     |     |
| SW           | 15 | Uli Stielike          |     |
| RB           | 20 | Manfred Kaltz         |     |
| LB           | 2  | Hans-Peter Briegel    |     |
| CB           | 4  | Karlheinz Förster     |     |
| CM           | 3  | Paul Breitner         |     |
| CM           | 6  | Wolfgang Dremmler     |     |
| CM           | 14 | Felix Magath          |     |
| RF           | 11 | Karl-Heinz Rummenigge | 66' |
| FW           | 9  | Horst Hrubesch        | 69' |
| LF           | 7  | Pierre Littbarski     |     |
| Rezerwowi:   |    |                       |     |
| GK           | 21 | Bernd Franke          |     |
| GK           | 22 | Eike Immel            |     |
| DF           | 5  | Bernd Förster         |     |
| FW           | 8  | Klaus Fischer         | 69' |
| MF           | 10 | Hansi Müller          |     |
| DF           | 12 | Wilfried Hannes       |     |
| FW           | 13 | Uwe Reinders          |     |
| FW           | 16 | Thomas Allofs         |     |
| MF           | 17 | Stefan Engels         |     |
| MF           | 18 | Lothar Matthäus       | 66' |
| DF           | 19 | Holger Hieronymus     |     |
| Trener:      |    |                       |     |
| Jupp Derwall |    |                       |     |

|               |    |                          |  |
|               |    |                          |  |
| GK            | 1  | Friedrich Koncilia       |  |
| DF            | 2  | Bernd Krauss             |  |
| DF            | 3  | Erich Obermayer          |  |
| DF            | 4  | Josef Degeorgi           |  |
| DF            | 5  | Bruno Pezzey             |  |
| MF            | 6  | Roland Hattenberger      |  |
| FW            | 7  | Walter Schachner 32'     |  |
| MF            | 8  | Herbert Prohaska         |  |
| FW            | 9  | Hans Krankl              |  |
| MF            | 10 | Reinhold Hintermaier 32' |  |
| DF            | 19 | Heribert Weber           |  |
| Rezerwowi:    |    |                          |  |
| GK            | 21 | Herbert Feurer           |  |
| GK            | 22 | Klaus Lindenberger       |  |
| MF            | 11 | Kurt Jara                |  |
| DF            | 12 | Anton Pichler            |  |
| DF            | 13 | Max Hagmayr              |  |
| MF            | 14 | Ernst Baumeister         |  |
| MF            | 15 | Johann Dihanich          |  |
| MF            | 16 | Gerald Messlender        |  |
| MF            | 17 | Johann Pregesbauer       |  |
| FW            | 18 | Gernot Jurtin            |  |
| FW            | 20 | Kurt Welzl               |  |
| Trener:       |    |                          |  |
| Georg Schmidt |    |                          |  |